# Хелмут Дукадам
Хелмут Дукадам (на румънски: Helmut Duckadam) (1 април 1959 - 2 декември 2024) е румънски футболист Вратар е роден в комуна Шемлац, окръг Арад. Известен като „Героя от Севиля“ (на румънски: „Eroul de la Sevilla“). Носител на КЕШ със Стяуа през 1986 година.

## Биография
Хелмут Дукадам започва кариерата си през 1977 година в „Конструкторул“ (Арад). От 1978 до 1982 играе „УТА“ (Арад). През 1982 година е привлечен в „Стяуа“ на мястото на контузения в този момент Василе Йордаче. Налага се като титуляр и печели 2 пъти шампионата на Румъния, 1 път Купата на Румъния и веднъж Купата на Европейските шампиони. Изиграва 133 срещи във Висшата дивизия на Румъния и 2 мача за националния отбор (срещу Дания и ГДР).
През сезон 1985/86 стига до финала с клубния си отбор срещу „Барселона“. Мачът се играе в Севиля на стадион „Рамон Санчес Писхуан“. „Барса“ е фаворит, но букурещкия шампион стига до изпълнението на дузпи след 0:0 и в продълженията, където Дукадам спасява четири дузпи - (на Алесанко, Педраса, „Пичи“ Алонсо и Маркос). Съотборниците му (Лакатуш и Балинт) отбелязват две от тях и печелят сензационно купата с 2:0, а Дукадам се превръща за една нощ в национален герой. Така получава названието си „Героя от Севиля“. Влиза и в Книгата на рекордите на „Гинес“, защото става първия вратар спасил 4 дузпи. 22 години по-късно през 2008 г. получава орден „За спортни заслуги II степен I тип“ на Румъния (на румънски: Ordinul „Meritul Sportiv“).
Два месеца след победата и ден преди началото на подготовката за новия сезон той усеща изтръпване на пръстите на дясната си ръка. След направените изследвания в болницата в Арад се оказва, че има аневризъм на аксиларната артерия, както и съсиреци.. Застрашен е от ампутация, дори от смърт. Спешно е откаран в болницата в Букурещ и след операцията той разбира, че няма да играе повече футбол.
Въпреки това три години по-късно той прави опит да се завърне в отбора на „Вагонул“ от Арад, но бързо установява че няма шанс.
След това той става граничен полицай в родния си град. Основава и футболно училище носещо неговото име. През 2000 година получава зелена карта за САЩ, където отива но се връща бързо. През 2010 г. по предложение на Джиджи Бекали става почетен президент на Стяуа до 2020 година, когато се оттегля по здравословни причини и се подлага на осма сърдечна операция.

## Смърт
През 2024 г. му е направена нова сърдечна операция.. Умира на 2 декември 2024 година на 65 години..

## Любопитно
На 11 годишна възраст при автомобилна катастрофа изпада в кома за 2 дни. Дясната му ръка е потрошена, а лекарите поставят метални пластини за да я оправят. 

## Успехи
- Отборни
  - Шампион на Румъния (2): 1984/85, 1985/86
  - Вицеампион на Румъния (1): 1983/84
  - Носител на Купата на Румъния (1): 1984/85
  - Носител на Купата на Европейските шампиони (1): 1985/86

- Индивидуални
  - Футболист на годината (1): 1986
  - Златна топка (1): 1986 (8-мо място с 10 точки заедно с Марко Ван Бастен)

Играе в 9 мача за КЕШ (1985-1986) и в 2 за КНК (1984-1985).